# 다니엘라 포기

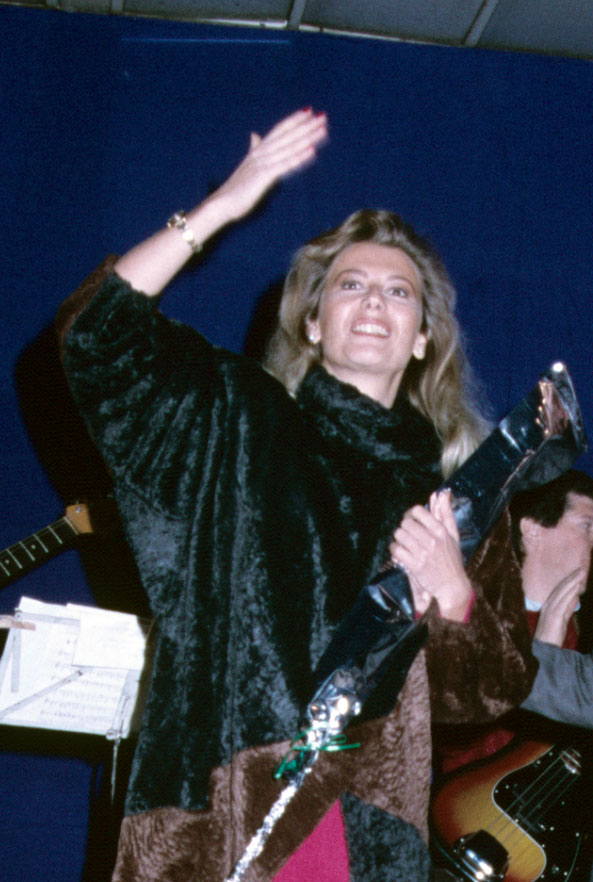

다니엘라 포기(Daniela Poggi, 1954년 10월 17일 ~ )는 이탈리아의 배우, TV 사회자, 연극 배우이다.
사보나에서 태어났다.

## 출연 작품

### 영화
- 더 패스트 이즈 어 포린 랜드 (2008년)
- 시험 전날 밤 (2006년)
- 사도 바울 (2000년)
- 만찬 (1998년)
- 비올라 키세스 에브리바디 (1998년)
- 닥터 M (1990년)
- 라스트 하렘 (1981년)

### 텔레비전
- 벨 에포크 (1995, Belle Époque)